# Glas in beton

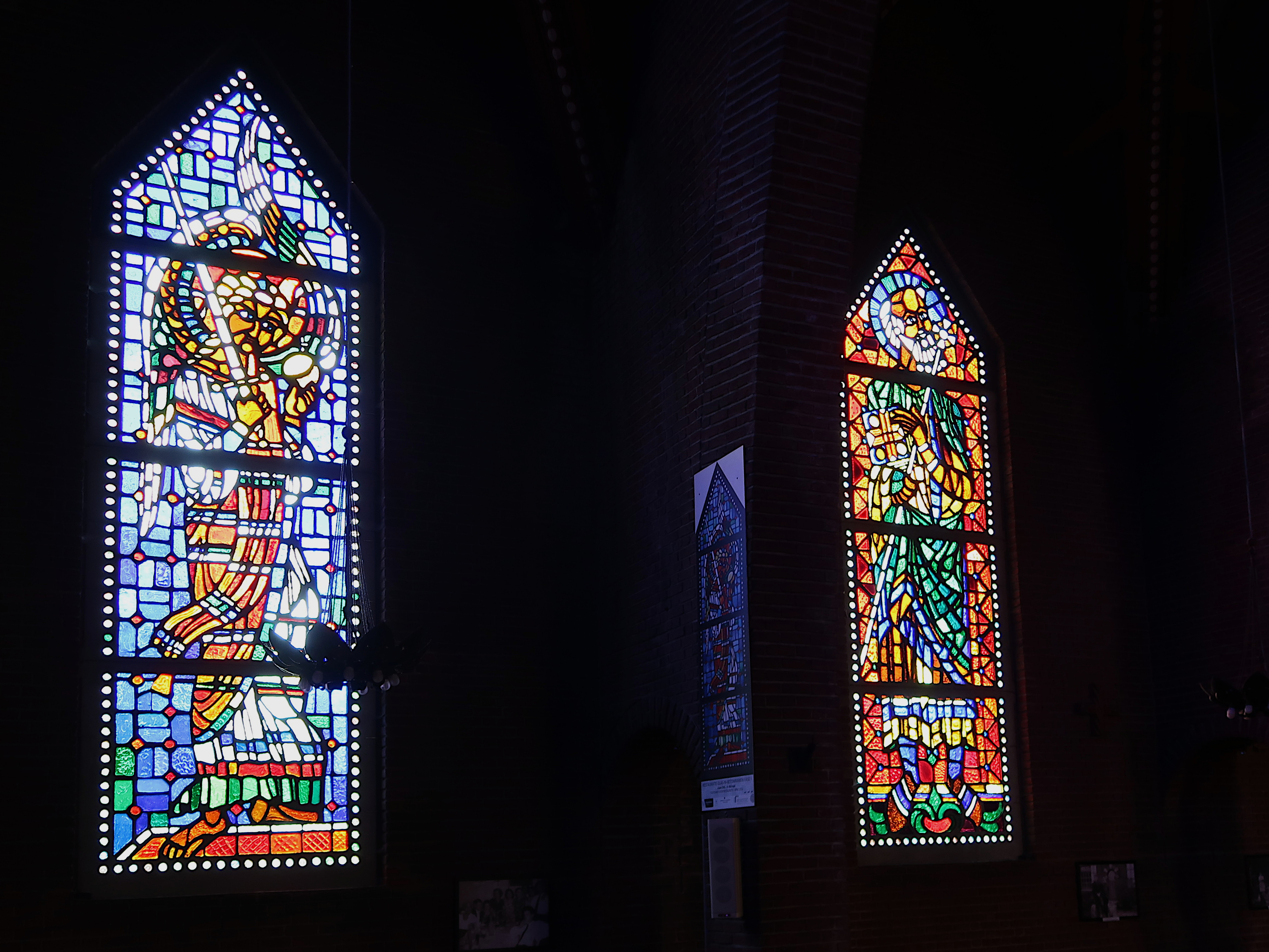
Glas-in-beton in Sint-Theodarduskerk in Beringen-Mijn

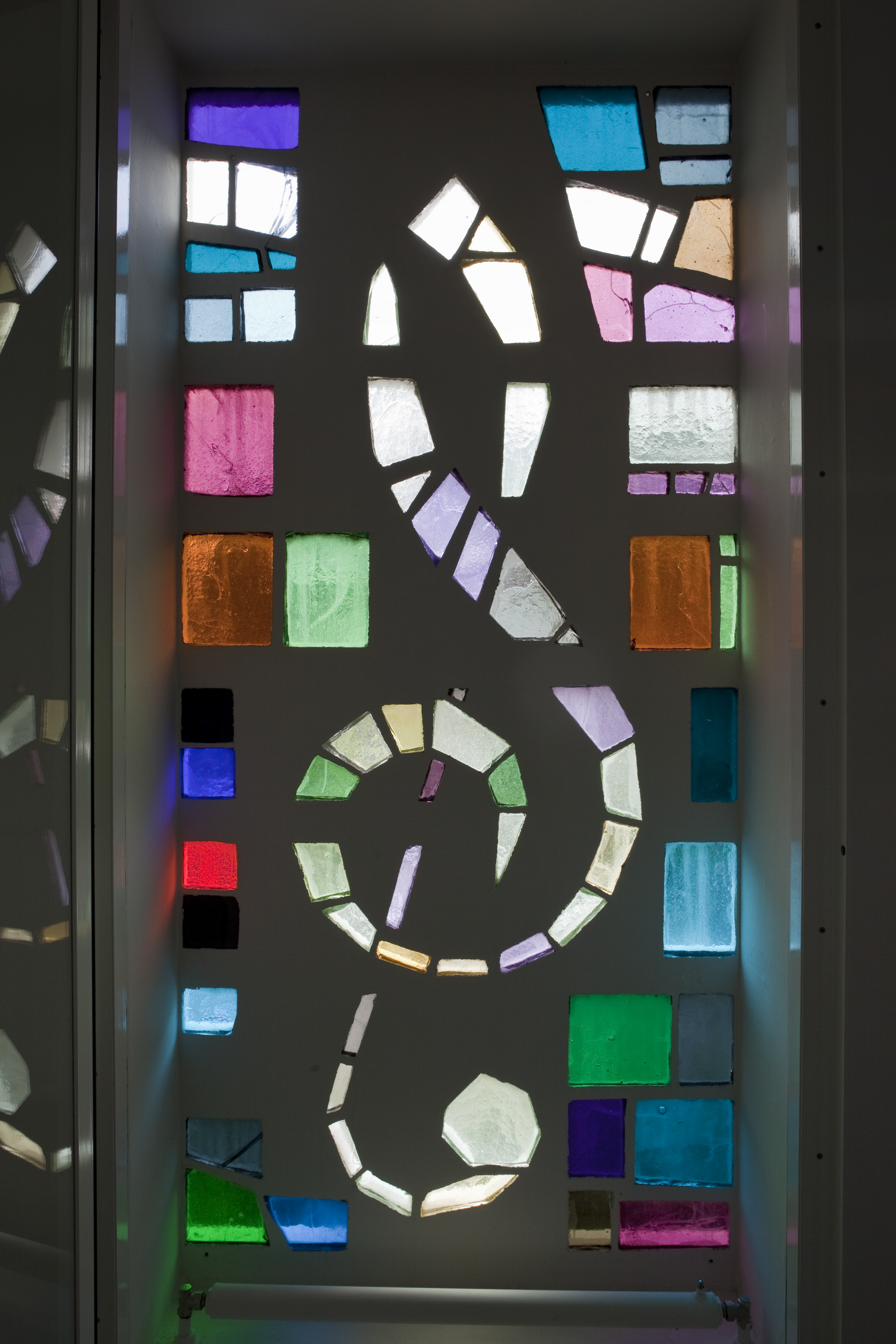
Glas in beton met een figuur van de G-sleutel (Bovema-gebouw, Heemstede)

Glas in beton is een techniek waarbij stukken gekleurd glas in beton worden gegoten en is daarmee verwant aan de glas-in-loodraamtechniek. Door de kleurige lichtinval ontstaat een bepaalde sfeer in een gebouw.
Ook is het mogelijk dat er een onregelmatige betonnen raamwerkstructuur in een wand wordt aangebracht waarbinnen gekleurd glas wordt aangebracht. Sommige van deze kunstwerken zijn abstract of alleen maar kleurig, een meer realistische afbeelding wordt ook toegepast.
Glasschilder Richard Arthur Nüscheler vroeg in 1915 in Zwitserland een patent aan voor de constructie van een "stenen raam" waarbij stukken glas worden bijeengehouden door een beton van cement en een aggregaat. De eerste grote illustraties van deze techniek zijn te vinden in de Mariakerk in St. Gallen (1914-1918), de Engelse kerk Hohe Promenade in Zürich en  het treinstation van Thun (1920-1923). Einde jaren 1920 werd de techniek ook toegepast in Frankrijk en in 1933 werd er een brevet aangevraagd voor gebruik van gewapend cement voor het bijhouden van glas.  Een van de bekendste voorbeelden is de Kapel van Ronchamp uit 1954.
In België werd glasramen in beton toegepast door architect Henry Lacoste bij de bouw van de Mijnkathedralen van Zwartberg (1939-1941) en Beringen-Mijn (1939-1943).
In 1949 werd de kunstvorm voor het eerst in Nederland geïntroduceerd door Daan Wildschut, die een Christusfiguur in glas in beton tentoonstelde. Later kreeg hij opdrachten voor diverse kerken, zoals de Lambertuskerk in Hoengen (1952) en de Sint-Annakerk te Heerlen (1953). Niet alleen in kerken, maar ook in andere monumentale gebouwen, zoals het gemeentehuis te Oostburg (1957) treft men glas-in-betonramen aan.
Enkele andere kunstenaars die in Nederland met deze techniek hebben gewerkt zijn: Berend Hendriks (1918-1997), Jan Meine Jansen (1908-1994), Hans Truijen (1928-2005) en Johan Verheij (1906-1975)
Glas in beton is kenmerkend voor het naoorlogs modernisme en de wederopbouwarchitectuur.